# Фрунзе (Шадрінський район)
Фру́нзе (рос. Фрунзе) — присілок у складі Шадрінського району Курганської області, Росія. Входить до складу Піщанотаволжанської сільської ради.
Населення — 199 осіб (2010, 333 у 2002).
Національний склад станом на 2002 рік: росіяни — 83 %.